# Cordulegaster heros
Cordulegaster heros – gatunek ważek z rodziny szklarnikowatych (Cordulegastridae). Samiec osiąga długość ciała 8–9 cm, przy długości skrzydła do 5 cm. Samica jest większa: długość ciała wynosi 9–11 cm, zaś skrzydło 6 cm. Jest więc największą ważką żyjącą w Europie i jedną z największych występujących poza tropikalną strefą klimatyczną. Podobna do szklarnika leśnego (Cordulegaster boltonii), chociaż istnieje szereg cech pozwalających na ich odróżnienie (patrz literatura).
Jest to gatunek endemiczny, występujący jedynie w południowo-wschodniej Europie na południe od Bratysławy. Najliczniej na terenie Węgier. Północno-wschodnia granica zasięgu występowania jak dotąd słabo zbadana. Zasiedla strumienie i, czasami, małe rzeki. Imagines występują od czerwca do sierpnia. 
Wyróżniono dwa podgatunki: 
- C. heros heros Theischinger, 1979,
- C. heros pelionensis Theischinger, 1979[2].